# جيمس ر. تانر
جيمس ر. تانر (بالإنجليزية: James R. Tanner)‏ هو محامي أمريكي، ولد في 4 أبريل 1844 في Richmondville, New York ‏ في الولايات المتحدة، وتوفي في 2 أكتوبر 1927 في واشنطن العاصمة في الولايات المتحدة.